# 우메오 대학교 도서관

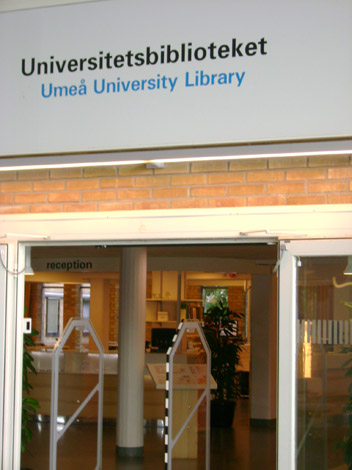
우메오 대학교 도서관

우메오 대학교 도서관(스웨덴어: Umeå universitetsbibliotek, UmUB)은 스웨덴 우메오 대학교 부속 도서관이다.